# Xã Maple, Quận Dickey, Bắc Dakota
Xã Maple (tiếng Anh: Maple Township) là một xã thuộc quận Dickey, tiểu bang Bắc Dakota, Hoa Kỳ. Năm 2010, dân số của xã này là 49 người.